# Dune (игра)
Dune (с англ. — «Дюна») — научно-фантастическая компьютерная игра, военная и экономическая стратегия с элементами квеста, разработанная французской компанией Cryo Interactive и изданная Virgin Interactive. Первая игра, основанная на сюжете одноимённого романа Фрэнка Герберта и использующая образы персонажей и материалы из экранизации Дэвида Линча 1984 года.
«Dune» была выпущена в 1992 году на PC и Amiga, в 1993 году вышло переиздание на CD для PC и Mega-CD. В переиздании графику сблизили с версией для Amiga, использовали дополнительные материалы и фрагменты из фильма Дэвида Линча, улучшили озвучивание персонажей и анимированные видеоролики передвижений по планете и локациям.

## Игровой процесс
Дом Атрейдесов не располагает военными подразделениями и добытчиками спайса. В начале игры Полу необходимо отправиться к лидерам фременов и убедить их работать на него. Они будут соглашаться только на добычу спайса. После того, как Пол познакомится со Стилгаром, фремены также смогут стать военными, на выбор игрока. После знакомства с Литом-Кайнзом, племена смогут улучшить экологию на своих территориях, озеленяя их.
До того момента, когда Пол научится призывать песчаного червя, его транспортным средством будет орнитоптер.

### Промышленность и экономика
В районе каждого сиетча или крепости существует месторождение спайса (крупнейшее находится в большой пустыне на юге). Чтобы обнаружить новые области добычи, необходимо отправить на поиски разведывательную команду. После того, как пряность иссякает в одном районе, разведчикам желательно переместиться к другому сиетчу. Тем не менее, пряность в игре не восстанавливается и опустошённые участки можно будет использовать только для военных или озеленения. Спайс — это единственная валюта в игре, которая служит для двух целей — оплата дани Императору и покупка оборудования у контрабандистов. Дункан Айдахо — персонаж, отвечающий за экономику, он будет помогать Полу при выплате дани Императору или расчётах с контрабандистами.

## Сеттинг
Сюжет игры в основном следует сюжету романа.
Главный персонаж игры — Пол Атрейдес, сын герцога Лето Атрейдеса и Леди Джессики. Император Шаддам IV предлагает Дому Атрейдес планету Арракис — родину спайса (spice), занятую их давними врагами — Домом Харконненов. Герцог принимает это предложение — не только ради богатства, приносимого торговлей спайсом, но и ради победы над Харконненами.
Действие в игре происходит от лица Пола Атрейдеса. Игра является сочетанием стратегии в реальном времени и квеста. Хотя основным компонентом является стратегия, диалоги между персонажами и сюжетная линия придают игре большую глубину; небольшие задания, общение с другими персонажами и путешествия по планете сближают игру с квестами.
Стратегический компонент игры требует соблюдения баланса между накоплением военной мощи и сбором спайса. Так, развитие сильной армии может спровоцировать атаку Харконненов, а недостаточная добыча спайса для дани Императору приведёт к проигрышу игры. Однако, если слишком много времени уделять добыче спайса, то Харконнены могут напасть на сиетчи фременов и захватить войска игрока в плен. Спасти их можно, освободив сиетч. Ключ к успешному завершению игры — баланс между развитием военных и добычей спайса.
Версия игры 1992 года содержала много багов, а не предусмотренные разработчиками действия игрока могли сделать дальнейшее прохождение игры невозможным. Например, когда Хара предлагает лететь в шахту на запад от дворца, чтобы найти Стилгара, то игру можно «запороть», если найти деревню, где живут контрабандисты. Тогда Хара будет требовать, чтобы её привели в сиетч Туоно-Тимин, и не расскажет, как найти Стилгара. Таким образом, некоторые сюжетные линии могут оказаться недоступными.
В игре есть альтернативная концовка. Когда фримены атакуют дворец Харконеннов, Пол может приехать во дворец до того, как его захватят, и отдать команду «массивная атака». Через полтора дня дворец превращается в сиетч. 

Харконенны отсюда ушли, когда увидели эту растительность. Им нужен спайс, а спайса теперь здесь быть не может. Оригинальный текст (англ.)The Harkonnens all moved away when the saw this vegetation. What they wanted was spice, and with vegetation there can be no spice.

## Персонажи
В игре используются некоторые образы персонажей из экранизации Дэвида Линча (например Пол Атрейдес выглядит как Кайл Маклахлен). Некоторые персонажи, фигурирующие в фильме, не были использованы в игре — например, Шадаут Мейпс и Питер де Ври.

## Игровые технологии
Dune стала одной из первых игр, переведённых с дискет в новый формат CD. Переиздание в 1993 году для Sega Mega-CD отличалось улучшенной графикой, близкой к версии на Amiga, c дополнениями из DOS-версии. Они включали в себя фрагменты из фильма Дэвида Линча, озвучивание персонажей и новые заставки.

## Саундтрек
Саундтрек Dune: Spice Opera (Дюна: Спайс Опера) был выпущен Virgin Records в 1992 году. В него вошли композиции Стефана Пика и Филипа Ульриха. Впоследствии Virgin Records была продана звукозаписывающей компании EMI вместе с авторскими правами на саундтрек.
| №   | Название           | Длительность |
| --- | ------------------ | ------------ |
| 1.  | «Spice Opera»      | 4:47         |
| 2.  | «Emotion Control»  | 4:19         |
| 3.  | «Ecolove»          | 5:01         |
| 4.  | «Water»            | 3:05         |
| 5.  | «Revelation»       | 6:00         |
| 6.  | «Free Men»         | 6:37         |
| 7.  | «Wake Up»          | 5:15         |
| 8.  | «Dune Theme»       | 5:07         |
| 9.  | «Chani's Eyes»     | 5:03         |
| 10. | «Sign of the Worm» | 3:15         |
| 11. | «Too»              | 4:35         |
| 12. | «Dune Variation»   | 6:20         |
| 13. | «Cryogenia»        | 4:46         |

## Последующие игры
В 1992 году компания Westwood Studios выпустила игру-конкурента Dune, Dune II: The Building of a Dynasty. Позже Westwood выпустили ещё два продолжения — Dune 2000 в 1998 году и Emperor: Battle for Dune в 2001 году. Cryo вернулись к Dune только в 2001 году с Frank Herbert’s Dune, ставшей их последним проектом.